# هانس لیو هاسلر
هانس لیو هاسلر (آلمانی: Hans Leo Hassler؛ ‏ ۵ نوامبر ۱۵۶۴ – ۸ ژوئن ۱۶۱۲) نوازندهٔ ارگ، موسیقی‌دان و آهنگساز اهل آلمان در اواخر دوران موسیقی رنسانس و اوایل دوران موسیقی باروک و برادر کاسپر هاسلر و یاکوب هاسلر بود.

## گزیدهٔ آثار
- کانسونت[۲] (۱۵۹۰)
- آهنگ‌های جدید آلمانی به سبک مادریگال‌ها و کانسونت‌های ولزی[۲] (۱۵۹۶)
- مزامیر و سرود مسیحی[۳] (۱۶۰۷)
- مزامیر به زبانی ساده[۳] (۱۶۰۸)